# Слобода-Виходцево
Слобода-Виходцево (рос. Слобода-Выходцево) — село в Мелекеському районі Ульяновської області Російської Федерації.
Населення становить 606 осіб. Входить до складу муніципального утворення Тиїнське сільське поселення.

## Історія
Від 2004 року входить до складу муніципального утворення Тиїнське сільське поселення.

## Населення
| 2010 |
| ---- |
| 606  |